# Riadó Indiában
A Riadó Indiában (eredeti címe: The Drum) A.E.W. Mason regénye alapján készített, 1938-ban bemutatott színes brit játékfilm Korda Zoltán rendezésében. 
Magyarországon 1939. augusztus 29-én mutatták be szakmai bemutatón.

## Cselekménye
Nyugat-India északi határán át fegyvereket csempésznek a lázongó mohamedán törzseknek, és erről Carruthers kapitány, angol hírszerző értesíti a pesavari kormányzót. A kormányzó megbízza őt, hogy a határvidéki kis Tokot fejedelemség kánjával szerződést kössön a csempészés megakadályozására. Carruthers eleget tesz a megbízásnak, de mire visszatér Pesavarba, Tokotban palotaforradalom tör ki. Ghul, a kán öccse megöli a fejedelmet és elűzi annak fiát, a kis Azim herceget, hogy a mohamedán törzsek élére állva magához ragadja a hatalmat. A mozgalmat egyelőre csak titokban szervezi és színleg még az angolok uralmát is elismeri. A kormányzó Carrutherst rendeli ki Tokotba ügyvivőnek. 
Ghul kán szívélyesen fogadja Carrutherséket, de a tapasztalt ügyvivőt nem könnyű megtéveszteni. Egyik emberét, Zarullah-t megbízza, hogy kémlelje ki a helyzetet. Zarullah belopózik a palotába és megtudja, hogy a kán az angol ügyvivőséget le akarja mészárolni a közelgő ünnepen. A hír nem jut el Carruthers-hez, és a kis Azim herceg is késve ér Tokotba, hogy figyelmeztesse Carruthers-t, aki már el is indult a kán palotájában rendezett ünnepségre. Sejti Ghul tervét és izgatottan várja az ünnep végét jelző harmadik dobszót. A dobot azonban már nem a kán emberei szólaltatják meg, hanem Azim herceg, aki a toronyba belopózva Carrutherst figyelmezteti a veszélyre. A harc megindul, az angol csapatok időben érkeznek és megmentik Carruthers kapitány életét. 

## Fogadtatása Magyarországon
A hazai bemutatót követő kritikus elismerően szólt a filmről. Kiemelte a rendezés monumentalitását, a színészek átélt játékát, a harcok, a tömegek és India titokzatos világának attraktív ábrázolását.

## Főbb szereplők
- Sabu – Azim herceg
- Raymond Massey – Ghul herceg
- Roger Livesey – Carruthers kapitány
- Valerie Hobson – Mrs Carruthers
- David Tree – Escott hadnagy
- Desmond Tester – Bill Holder
- Francis L. Sullivan – kormányzó
- Archibald Batty – Bond őrnagy
- Frederick Culley – Dr. Murphy
- Amid Taftazani – Mohammed kán, helyi vezető
- Lawrence Baskcomb – Zarullah
- Roy Emerton – Wafadar
- Michael Martin Harvey – mullah
- Martin Walker – Herrick
- Ronald Adam – Gregoff őrnagy
- Charles Oliver – Rajab
- Julien Mitchell – őrmester
- Leo Genn – Abdul Fakir
- Miriam Pieris – indián táncos